# Fascaleyrodes palmae
Fascaleyrodes palmae là một loài côn trùng cánh nửa trong họ Aleyrodidae, phân họ Aleyrodinae.
Fascaleyrodes palmae được Gameel miêu tả khoa học đầu tiên năm 1968.